# Blocs cupulaires de Follioules
Les blocs cupulaires de Follioules sont deux roches ornées, dont une pierre à cupules, situées à Jongieux, en Savoie, en France.

## Localisation
Les pierres de Follioules sont situées dans le département français de Savoie, sur la commune de Jongieux. Avec cinq autres sites, elles font partie des blocs cupulaires de Billième, une série de pierres à cupules réparties en cercle autour du village de Billième, voisin de celui de Jongieux.

## Description
La première pierre est une pierre à cupules. Elle en compte 14. Ce sont des petites dépressions concaves, de forme circulaire ou ovale, de quelques centimètres de diamètre, faites par des humains.
La seconde pierre est gravée de signes cruciformes.

## Datation
Les cupules ont été creusées à la fin du Néolithique ou au début de l'Âge du bronze.

## Protection
Les pierres ont été classées au titre des monuments historiques le 9 mai 1939.